# ダニエーレ・ベンナーティ
ダニエーレ・ベンナーティ（Daniele Bennati、1980年9月24日- ）は、イタリア・アレッツォ出身の自転車競技（ロードレース）選手。2002年にプロデビュー。ロードレース界におけるトップスプリンターの一人であった。
ステージレースのポイント賞部門では常に上位に食い込む活躍を見せ、ステージ優勝も多数収めた。2019年に腰痛により引退。

## 経歴
2002年
- アクアサポーネ・カンティーナトッロでプロデビュー。

2003年
- ツール・ド・ポローニュ の第3ステージで勝利するなどしてスプリンターとしてのキャリアを積んでいく。
- ドミーナ・ヴァカンツェで1シーズンだけマリオ・チポリーニといっしょに走った（後年のインタビューでチポリーニはアシストたちがベンナーティをアシストするようになったのを見て、自身の引退の時期を考えるようになったと語っている）。

2005年
- ランプレ・カッフィータへ移籍。
- 春先のヘント〜ウェヴェルヘムで3位に入る。
- 8月のドイツ・ツアーでは第3、第5、第9ステージで優勝してポイント賞を獲得。
- ツール・ド・ポローニュの第2、第4ステージで優勝。
- GP西フランス・プルエー 4位
- パリ〜ツール 2位など年間を通して活躍した。

2006年
- カタルーニャ一周の第7ステージでの優勝
- ツール・ド・スイスのポイント賞獲得など安定した成績を残した。

2007年
- 春のデ・パンネ3日間の第1ステージで勝利してポイント賞を獲得。
- ツール・ド・スイスでは2年連続のポイント賞獲得。
- 好調のまま臨んだツール・ド・フランスにおいて、第17ステージで小集団での逃げを決めてスプリント勝利。念願のグランツール初勝利を達成し、最終ステージでもトル・フースホフトやエリック・ツァベルらを抑えて2勝目をあげた。

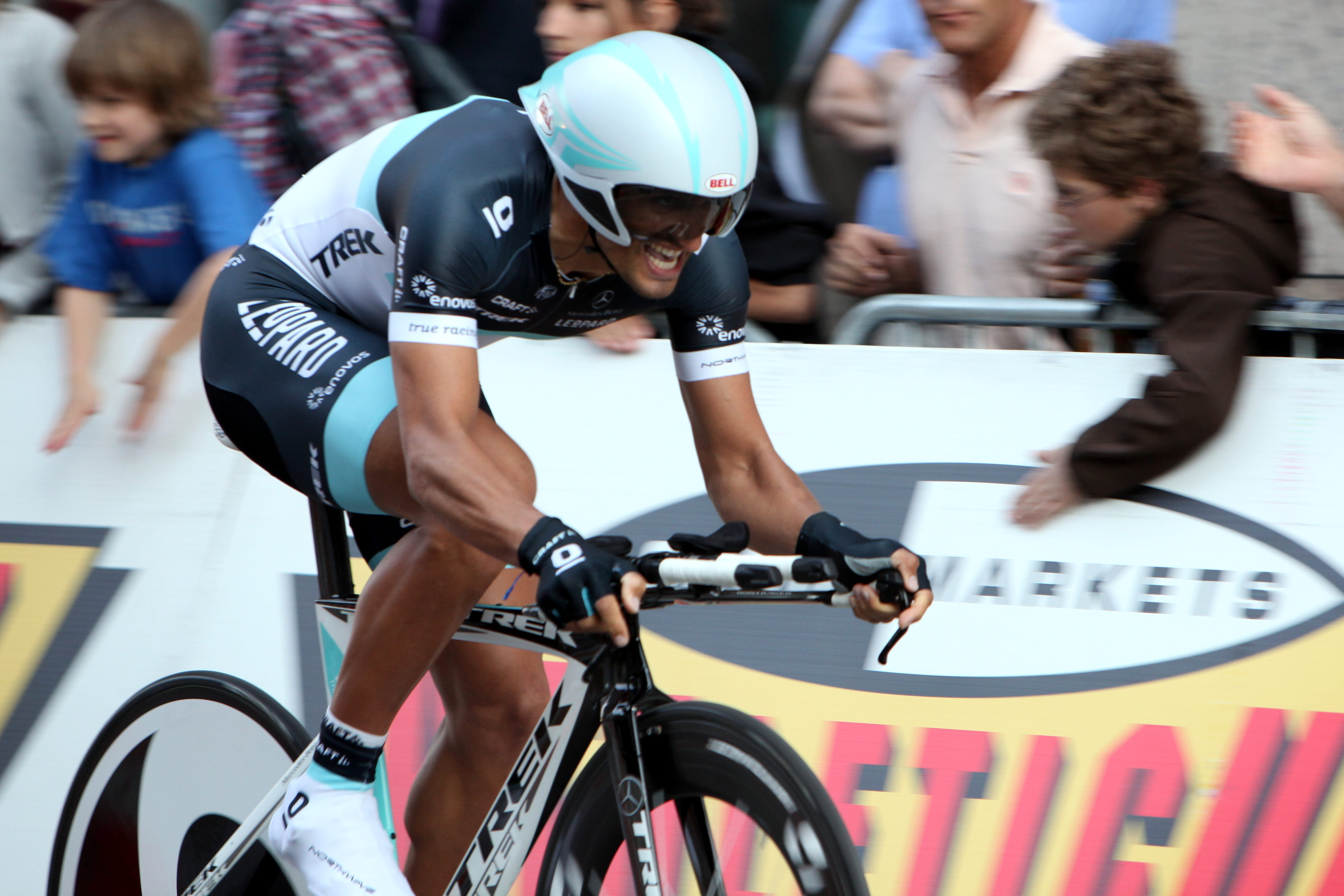
TTをしているベンナーティ

- ブエルタ・ア・エスパーニャでは、第1ステージを制してマイヨ・オロを1日着用。さらにその後の第17ステージでも勝利。さらに最終ステージでも勝利してデニス・メンショフからポイント賞を奪い取り、メンショフの四賞独占を阻止する大活躍を見せた。

2008年
- リクイガスに移籍。

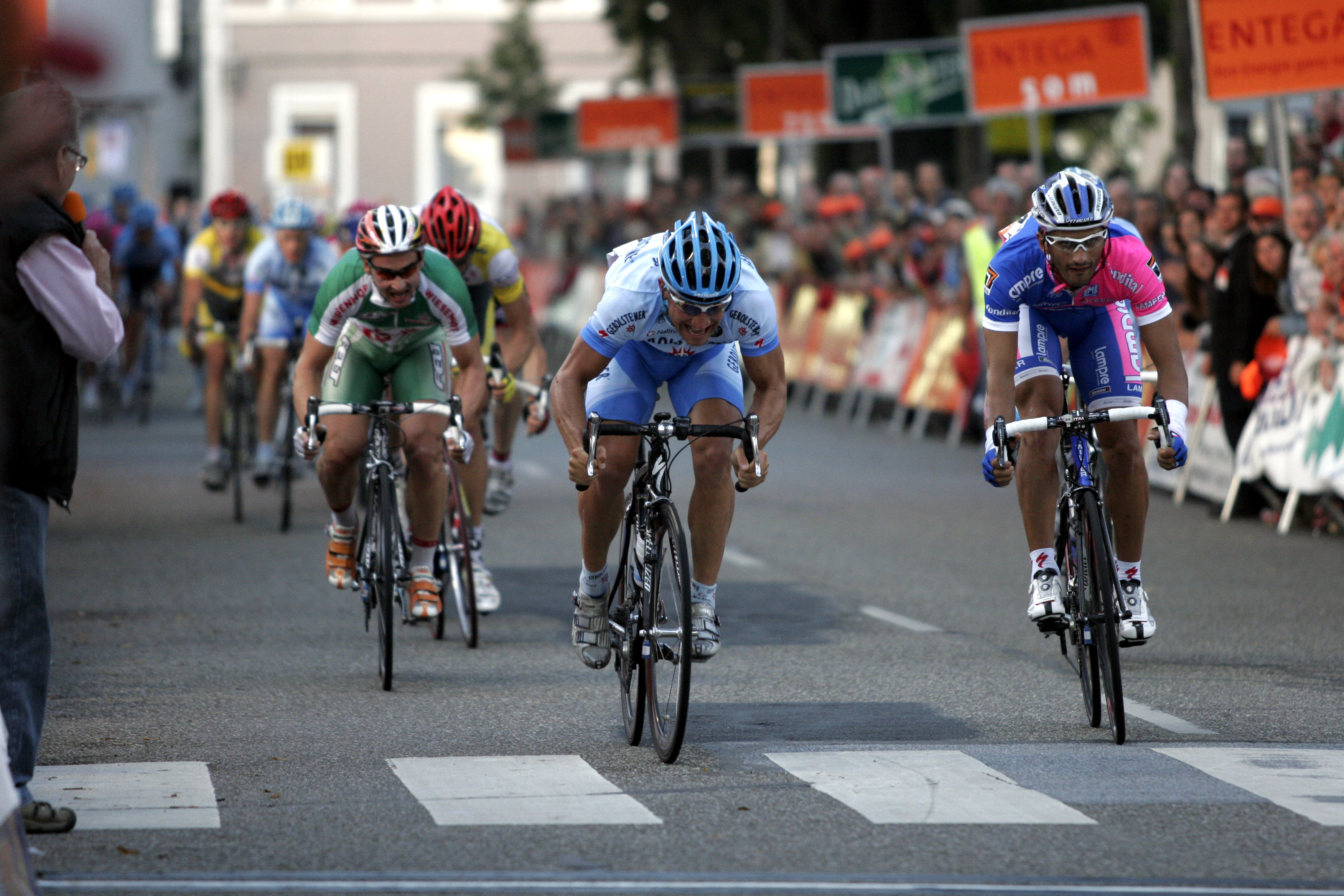
スプリント中のベンナーティ

- ツール・ド・ロマンディでステージ優勝＆ポイント賞を獲得。
- ジロ・デ・イタリアでは、第3、9、12ステージで勝利し、2位のエマヌエーレ・セッラに60ポイントの差をつけてポイント賞のマリア・チクラミーノを獲得した。
- その後、ジロ期間中に左足を痛めた影響もあってツール・ド・フランスへの出場は見送った。
- エネコ・ツアーでステージ1勝
- ブエルタ・ア・エスパーニャでもステージ1勝（これ以外にチームTTでも1勝）、さらに第4・第5ステージにマイヨ・オロを着用した。
- そしてシーズン終盤のジロ・デル・ピエモンテも制して大活躍のシーズンを締めくくった。

2009年
- トロフェオ・インカ 優勝
- 12年ぶりの開催となったジロ・ディ・サルデーニャでステージ1勝&総合優勝と好調な滑り出しを見せた。
- しかし、ティレーノ〜アドリアティコで落車して腿を負傷。この負傷が長引いてジロ・デ・イタリア欠場を余儀なくされた。
- 復帰後も以前の強さは鳴りを潜め、ツール・ド・フランスではステージ9位が最高と、ほとんどスプリント争いに絡めず。
- ブエルタ・ア・エスパーニャでも度々スプリントには絡むものの、ステージ優勝はあげられなかった。

2010年
- ティレーノ〜アドリアティコ 区間1勝
- ヴァッテンフォール・サイクラシックス 6位

2011年
- レオパード・トレックに移籍。
- ヘント〜ウェヴェルヘム 2位
- ブエルタ・ア・エスパーニャ
  - 区間1勝（第20）
  - 総合首位（第2）
  - ポイント賞部門 2位
- 世界選手権・個人ロードレース 14位

2012年
- ミラノ〜サンレモ 10位
- ヘント〜ウェヴェルヘム 6位
- ブエルタ・ア・エスパーニャ・第18ステージ 優勝

## タイプ
スプリントでステージ優勝を量産するスプリンターであった。しかし、ある程度の独走力も有しており、しばしば逃げ集団に乗ってステージ優勝を狙う（前述の通り、グランツール初勝利も逃げ集団に乗ってのスプリント勝利である。）。上りもある程度こなし、山岳ステージでは集団の牽引役を担当することもある。
キャリア後半はスプリント力の衰えから、ゴールスプリントに絡むよりも先述の独走力を生かしてティンコフ移籍後にアルベルト・コンタドールを、モビスターに移籍してからはアレハンドロ・バルベルデやナイロ・キンタナなどの総合系リーダーを平地でアシストする役目を担うことが多くなった。

## 主な戦績

### グランツール
- ブエルタ・ア・エスパーニャ ポイント賞（2007年）
- ジロ・デ・イタリア ポイント賞（2008年）
- 2007年　ツール・ド・フランス 区間2勝（第17、20）、ブエルタ・ア・エスパーニャ 区間3勝（第1、17、21）
- 2008年　ジロ・デ・イタリア 区間3勝（第3、9、12）、ブエルタ・ア・エスパーニャ 区間1勝（第4、これ以外にチームTTで1勝）

### ステージレース
- ドイツ・ツアー ポイント賞（2005年）
- ツール・ド・スイス ポイント賞（2006年、2007年）
- ツール・ド・ロマンディ ポイント賞 （2008年）
- 2003年　ツール・ド・ポローニュ 区間1勝（第3）
- 2005年　ドイツ・ツアー 区間3勝（第3、5、9）、ツール・ド・ポローニュ 区間2勝（第2、4）
- 2006年　カタルーニャ一周 区間1勝（第7）
- 2007年　デ・パンネ3日間 区間1勝
- 2008年　ツール・ド・ロマンディ 区間1勝（第5）、エネコ・ツアー 区間1勝（第3）
- 2010年　ティレーノ〜アドリアティコ 区間1勝（第3）
- 2011年  ブエルタ・ア・エスパーニャ2011 区間1勝

### ワンデーレース
- 2005年　ヘント〜ウェヴェルヘム 3位、パリ〜ツール 2位
- 2008年　ジロ・デル・ピエモンテ 優勝